# Banizoumbou II
Banizoumbou II (auch: Banizoumbou 2, Est Lazaret) ist ein Stadtviertel (französisch: quartier) im Arrondissement Niamey II der Stadt Niamey in Niger.

## Geographie
Banizoumbou II befindet sich im Nordosten des urbanen Gemeindegebiets am Rand des Grüngürtels von Niamey. Die angrenzenden Stadtviertel sind Nord Lazaret im Norden, Banifandou II im Südosten, Cité Caisse im Süden, Banifandou I im Südwesten und Lazaret im Westen. Das Stadtviertel liegt wie der gesamte Norden von Niamey in einem Tafelland mit einer weniger als 2,5 Meter tiefen Sandschicht, wodurch nur eine begrenzte Einsickerung möglich ist.
Das Standardschema für Straßennamen in Banizoumbou II ist Rue LZ 1, wobei auf das französische Rue für Straße das Kürzel LZ für Lazaret und zuletzt eine Nummer folgt. Dies geht auf ein Projekt zur Straßenbenennung in Niamey aus dem Jahr 2002 zurück, bei dem die Stadt in 44 Zonen mit jeweils eigenen Buchstabenkürzeln eingeteilt wurde. Diese Zonen decken sich nicht zwangsläufig mit den administrativen Grenzen der namensgebenden Stadtteile. So wird das Schema Rue LZ 1 in den Stadtvierteln Lazaret, Banizoumbou II und Nord Lazaret angewendet.

## Geschichte
Unter dem Namen Banizoumbou besteht ein älteres Stadtviertel im Zentrum von Niamey. Das Stadtviertel Banizoumbou II entstand Anfang der 1990er Jahre durch die Parzellierung für Wohnbauten. Die Bewohner der informellen Strohhütten-Siedlungen, die in den Jahren zuvor hier entstanden waren, wurden in den angrenzenden Grüngürtel von Niamey verdrängt.

## Bevölkerung
Bei der Volkszählung 2012 hatte Banizoumbou II 24.609 Einwohner, die in 3824 Haushalten lebten.